# Tichonov (hudební skupina)
Tichonov je česká alternativní rocková skupina z Valašského Meziříčí tvořená Janem Borošem (Fiordmoss, Čáry Života), Janem Janečkou (Piano, Republic of Two, ex Luno), Jiřím Petřekem (Elektrick Mann) a Davidem Schwagerem. Jejich debutové album Overnight vyšlo v říjnu 2013 a obsahuje 10 skladeb.
Kapela v současnosti pracuje na novém albu, které se nahrává v Praze, kde také žije David Schwager a Jan Janečka. Jiří Petřek žije na Moravě a Jan Boroš v Berlíně.[zdroj⁠?!]

## Členové
- Jan Boroš – kytara, zpěv
- Jan Janečka – bicí, zpěv
- Jiří Petřek – baskytara
- David Schwager – kytara, zpěv

## Diskografie
- Overnight (2013)